# Чехув (Свентокшиське воєводство)
Чехув (пол. Czechów) — село в Польщі, у гміні Кіє Піньчовського повіту Свентокшиського воєводства.
Населення — 264 особи (2011).
У 1975-1998 роках село належало до Келецького воєводства.

## Демографія
Демографічна структура на день 31 березня 2011 року:
|          | Загалом | Допрацездатний вік | Працездатний вік | Постпрацездатний вік |
| -------- | ------- | ------------------ | ---------------- | -------------------- |
| Чоловіки | 129     | 20                 | 87               | 22                   |
| Жінки    | 135     | 25                 | 63               | 47                   |
| Разом    | 264     | 45                 | 150              | 69                   |